# La Messe en si mineur
Pour plus de détails, voir Fiche technique et Distribution.
La Messe en si mineur est un film français réalisé par Jean-Louis Guillermou, sorti en 1990.

## Fiche technique
- Titre : La Messe en si mineur
- Réalisation : Jean-Louis Guillermou
- Scénario : Jean-Louis Guillermou
- Photographie : Jean Badal
- Son : Philippe Lioret
- Musique : Jean-Sébastien Bach
- Montage : Jean Kargayan
- Production : Les Films de la Concorde - Eurisma
- Pays d'origine :  France
- Durée : 85 minutes
- Date de sortie : 31 janvier 1990

## Distribution
- Margaux Hemingway
- Denis Charvet
- Stéphane Audran
- Pierre Amoyal
- Annabelle Mouloudji
- Yves Barsacq
- Madeleine Barbulée